# Renhe (köpinghuvudort i Kina, Zhejiang Sheng, lat 30,45, long 120,08)
Renhe är en köpinghuvudort i Kina. Den ligger i provinsen Zhejiang, i den östra delen av landet, omkring 23 kilometer norr om provinshuvudstaden Hangzhou. Antalet invånare är 65 207. Befolkningen består av 32 561 kvinnor och 32 646 män. Barn under 15 år utgör 12,0 %, vuxna 15-64 år 76 %, och äldre över 65 år 10,0 %.
Runt Renhe är det mycket tätbefolkat, med 6 959 invånare per kvadratkilometer. Närmaste större samhälle är Hangzhou, 18,8 km söder om Renhe. I omgivningarna runt Renhe växer huvudsakligen savannskog.
Genomsnittlig årsnederbörd är 1 869 millimeter. Den regnigaste månaden är juni, med i genomsnitt 328 mm nederbörd, och den torraste är november, med 74 mm nederbörd.